# Пострєхін Сергій Альбертович
Сергій Альбертович Пострєхін (1 листопада 1957, Херсон) — український каноїст, олімпійський чемпіон.

## Біографія
Навчався у Херсонській середній школі № 34. У 12-річному віці почав займатися веслуванням. Перший тренер — Олександр Колибельников. Закінчив Херсонський державний технологічний інститут.
Виступав за спортивне товариство «Динамо» (Херсон). Багаторазовий чемпіон СРСР на одиночці і двійці (1976—1980, 1982, 1984). Заслужений майстер спорту СРСР — 1979.
На чемпіонаті світу з веслування на байдарках та каное 1979 року в місті Дуйсбург (ФРН) Сергій Пострєхін завював чемпіонський титул на одиночці на дистанції 500 м, ставши одним з творців «херсонського дива» — єдиного випадку, коли всі медалі для збірної команди завоювали представники однієї області.
Золоту олімпійську медаль та звання олімпійського чемпіона Сергій Пострєхін виборов на московській Олімпіаді на каное-одиночці на дистанції 500 метрів, виступаючи у складі збірної СРСР. На дистанції 1000 метрів він фінішував другим і здобув срібну медаль.
Після закінчення спортивної кар'єри перейшов на тренерську роботу. Виховав двох олімпійських чемпіонів. Був старшим тренером з каное Об'єднаної команди на літніх Олімпійських іграх 1992. Працював в УМВС України в Херсонській області, займався організацією і навчанням особового складу у відділенні професійної підготовки зі стрільби і бойового самбо.
З початку 1990-х ситав успішним бізнесменом. Створив мережу продуктових магазинів, відкрив млиновий комплекс. Як антикризовий менеджер, вивів з банкрутства Херсонську друкарню. Був одним з організаторів залучення інвестицій в будівництво автобану Київ—Одеса. З 1999 року був керівником інвестиційних програм «Західінкомбанка».
Очолює Херсонське відділення Національного олімпійського комітету України.

## Громадянська позиція
Під час подій Помаранчевої революції 2004 року спортсмен підтримував кандидатуру Віктора Ющенка, попри те, що був членом «Комуністичної партії України», за що його виключили звідти.
У 2006 році балотувався у мери Херсона.